# Шынжылы
Шынжылы (каз. Шынжылы) — село в Алакольском районе Жетысуской области Казахстана. Входит в состав Жыландинского сельского округа. Код КАТО — 193455500.

## Население
В 1999 году население села составляло 324 человека (169 мужчин и 155 женщин). По данным переписи 2009 года, в селе проживало 250 человек (118 мужчин и 132 женщины).